# Vihorlatbjergene
Vihorlatbjergene (slovakisk: Vihorlatské vrchy; ukrainsk: Вигорлат, Vyhorliat ) eller i daglig tale Vihorlat er en vulkansk bjergkæde i det østlige Slovakiet og det vestlige Ukraine . En del af området er opført som et verdensarvssted.

## Etymologi
Navnet er af slavisk oprindelse. Jozef Martinka foreslog oprindelsen i ruthensk vyharj / vyhar (slovakisk : výhor) - en brændt skov påVygarljať, Vyhorljať - et bjerg med mange brændte steder. Det ungarske navn Vihorlát stammer fra slovakisk som et mellemliggende sprog.
Den slovakiske del er 55 km lang, op til 11 km bred og højden er fra 400 til 1.076 moh.
Det tilhører Vihorlat-Gutin-området i de indre østlige Karpater . Den midterste del af bjergene ligger i det beskyttede Vihorlat landskabsområde.
Vihorlat grænser op til det østlige slovakiske lavland (Východoslovenská nížina) i syd og vest. De Sydlige Beskider (Beskydské predhorie) adskiller Vihorlat fra Bukovské vrchybjergene og i nord. Den højeste top er Vihorlat ved 1.076 moh. Den største sø i bjergkæden er Morské oko, som ligger på 618 moh.

## Verdensarvssted
Kyjovský prales, en oprindelig bøgeskov i Vihorlatbjergene, blev den 28. juni 2007 udpeget af UNESCO som en del af verdensarvsstedet Gamle oprindelige bøgeskove i Karpaterne og andre regioner i Europa på grund af dets omfattende og uforstyrrede økologiske mønstre og processer. 
- Vihorlat (1.076 moh.), det højeste bjerg i Vihorlat-bjergene
- Pylon oven på Vihorlat med rim
- Vihorlat om vinteren, i baggrunden Høje Tatra
- Vinter i Vihorlat (venstre top Kyjov)
- Sninský kameň (1.006 moh.)
- Udsigt over Morské oko fra Sninský kameň
- Sninský kameň om vinteren ved solnedgang
- Sninský kameň i efteråret
- Morské oko og Sninský kameň
- Morské oko i maj
- Jasenov Slot
- Brekov Slot